# Société Anonyme des Ateliers d'Aviation Louis Breguet
Société des Ateliers d'Aviation Louis Breguet cũng được biết đến với tên gọi khác là Breguet Aviation, đây là một hãng sản xuất máy bay cũ của Pháp.
Công ty được thành lập năm 1911 bởi nhà đi tiên phong trong hàng không Louis Charles Breguet. Năm 1971 công ty sáp nhập với Dassault.

## Các mẫu máy bay (trước khi sáp nhập với Dassault)
- Breguet-Richet Gyroplane (1907) - Cỗ máy giống trực thăng thử nghiệm, một chỗ, một động cơ. 2 chiếc
- Breguet Type II (pre-WWI) - Máy bay hai tầng cánh một động cơ hạng nhẹ với bộ phận hạ cánh 3 bánh
- Breguet Type III (1910) - Phiên bản lớn hơn của Type II. 3 chỗ, động cơ quay
- Breguet Aerhydroplane (1913) - Thủy phi cơ một chỗ, một động cơ. Không bay
- Breguet Bre.4 (1914) - Máy bay ném bom hai tầng cánh hai chỗ, một động cơ. Cánh quạt đẩy
- Breguet Bre.5 (1915) - Máy bay tiêm kích hộ tống hai tầng cánh, hai chỗ, một động cơ. Biến thể của Bre.4
- Breguet 6 (1915) - Phiên bản của Breguet 5 với động cơ khác
- Breguet 12 (1918) - Phiên bản của Breguet 5 với pháo 37mm và đèn pha rọi (tiêm kích bay đêm)
- Breguet 14 (1916) - Máy bay ném bom hai tầng cánh, hai chỗ, một động cơ
- Breguet 16 (1918) - Phiên bản lớn hơn của Breguet 14. Máy bay ném bom
- Breguet 17 (1918) - Phiên bản nhỏ hơn của Breguet 14. Máy bay tiêm kích.
- Breguet 19 (1922) - Máy bay thể thao/ném bom hạng nhẹ/trinh sát hai tầng cánh, hai chỗ, một động cơ
- Breguet 26T (1926) - Máy bay dân dụng 8 chỗ hai tầng cánh, một động cơ
- Breguet 280T (1928) - Một phát triển từ 26T với hình dáng khí động học thân cải tiến
- License built Short S.8 Calcutta (1928) - Máy bay vận tải hai tầng cánh, 15 chỗ, 3 động cơ
- Breguet 27 (1929) - Máy bay trinh sát hai tầng cánh, 2 chỗ, 1 động cơ
- Breguet 270 (1929) - Một phát triển của 27 sử dụng khung gầm thép
- Breguet 393T (1931) - Máy bay dân dụng hai tầng cánh 3 động cơ
- Breguet 521 (1933) - Một phát triển của S.8 Calcutta. Thủy phi cơ tuần tiễu tầm xa
- Breguet 530 Saigon - Phiên bản dân sự của 521
- Breguet 693 (1938) - Máy bay tiêm kích/cường kích một tầng cánh, 2 chỗ, 2 động cơ
- Breguet 730 (1938) - Thủy phi cơ tầm xa, 4 động cơ loại piston
- Breguet Deux-Ponts (1949) - Máy bay dân dụng cỡ lớn hai tầng, 4 động cơ piston.
- Breguet Alizé (1956) - Máy bay chống tàu ngầm hải quân. 3 chỗ, 1 động cơ phản lực
- Breguet Vultur (1951) - Máy bay chống tàu ngầm hải quân, 2 chỗ, 2 động cơ phản lực
- Breguet Taon (1957) - Máy bay tấn công, một chỗ, 1 động cơ.
- Breguet 941 (1961) - Máy bay vận tải STOL 4 động cơ.
- Breguet Atlantique (1961) - Máy bay trinh sát hải quân, 2 động cơ